# ヨーゼフ・パエリンク
ヨーゼフ・パエリンク（Joseph Paelinck、1781年3月20日 - 1839年6月19日）は、現在のベルギーのヘントに生まれた画家である。フランスの支配を受けた時代にパリなどで学び、その後ヘントやブリュッセルで働いた。肖像画や宗教画を描いた。

## 略歴
現在はヘント市の準自治体であるオースタッケル（Oostakker）の農家に生まれた。ヘントの美術学校でMarijn Braeckman神父に絵を学んだ後、フランス共和国の衛星国家のバタヴィア共和国時代の1802年にパリに送られ、多くの弟子を教えていたジャック＝ルイ・ダヴィッドの学生の一人となった。ダヴィッドのお気に入りの弟子となり、徴兵されることもなかった。1808年から1812年の間は、ヘントからの奨学金を受けてローマで修行し、クイリナーレ宮殿の装飾画も描いた。
オランダに帰国し、1812年からヘントで働き肖像画家としての技術が評価されオラニエ＝ナッサウ家の支援を受け、1815年にフランスから独立してネーデルラント連合王国が成立し、ウィレム1世が即位するとブリュッセルに移り、宮廷画家になった。ブリュッセル王立美術アカデミーとアントウェルペンの王立芸術アカデミーの会員にもなり、美術教師として働いた。1830年にベルギーが独立する頃には、パエリンクのスタイルは人気を失っていたとされる。
オランダ獅子勲章受やベルギーのレオポルド勲章を受勲した。
1939年にイクセルで亡くなった。
ヨーゼフ・パエリンクに学んだ学生にはシャルル・ボーニエらがいる、

## 作品

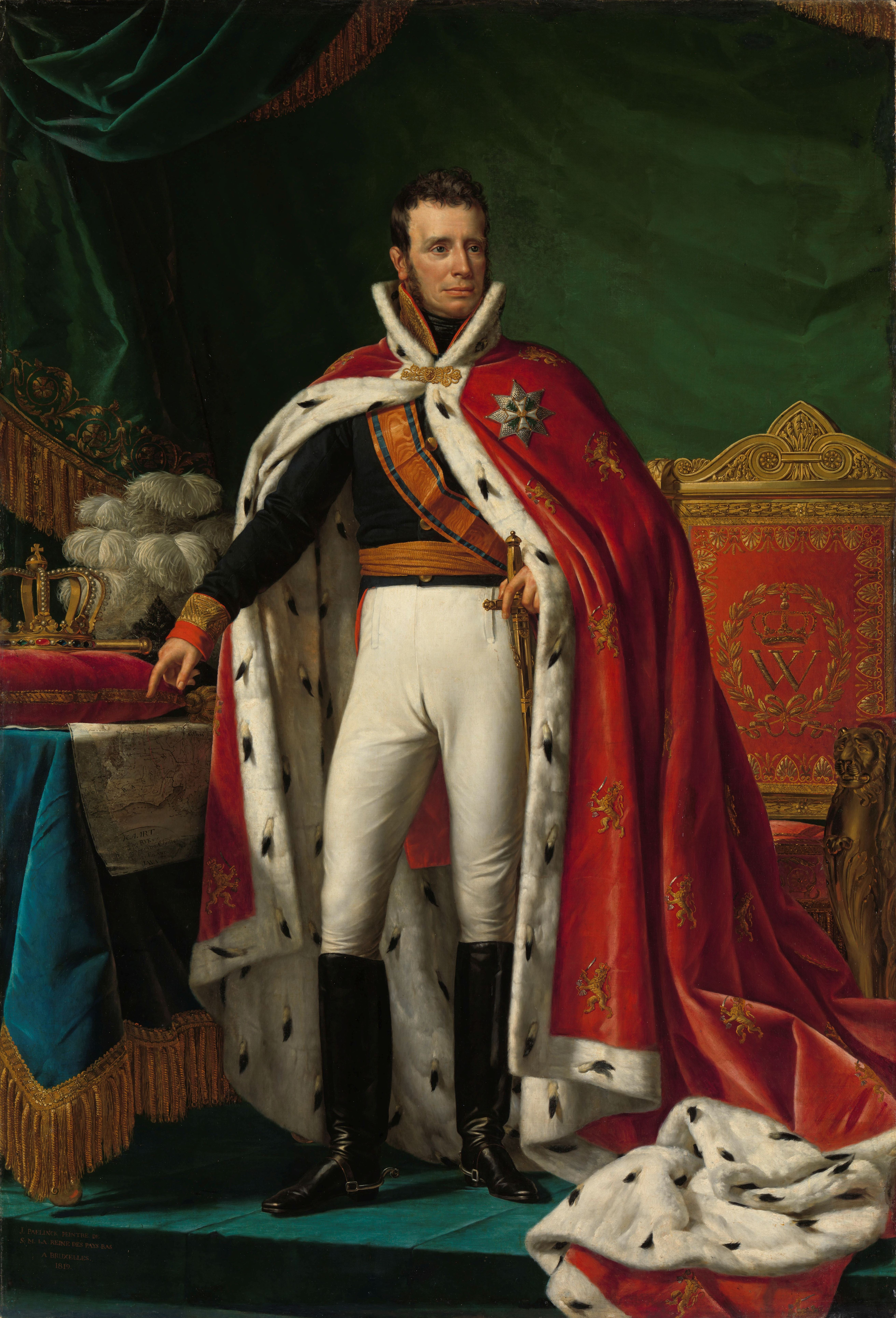
ウィレム1世の肖像画 (1819) アムステルダム国立美術館
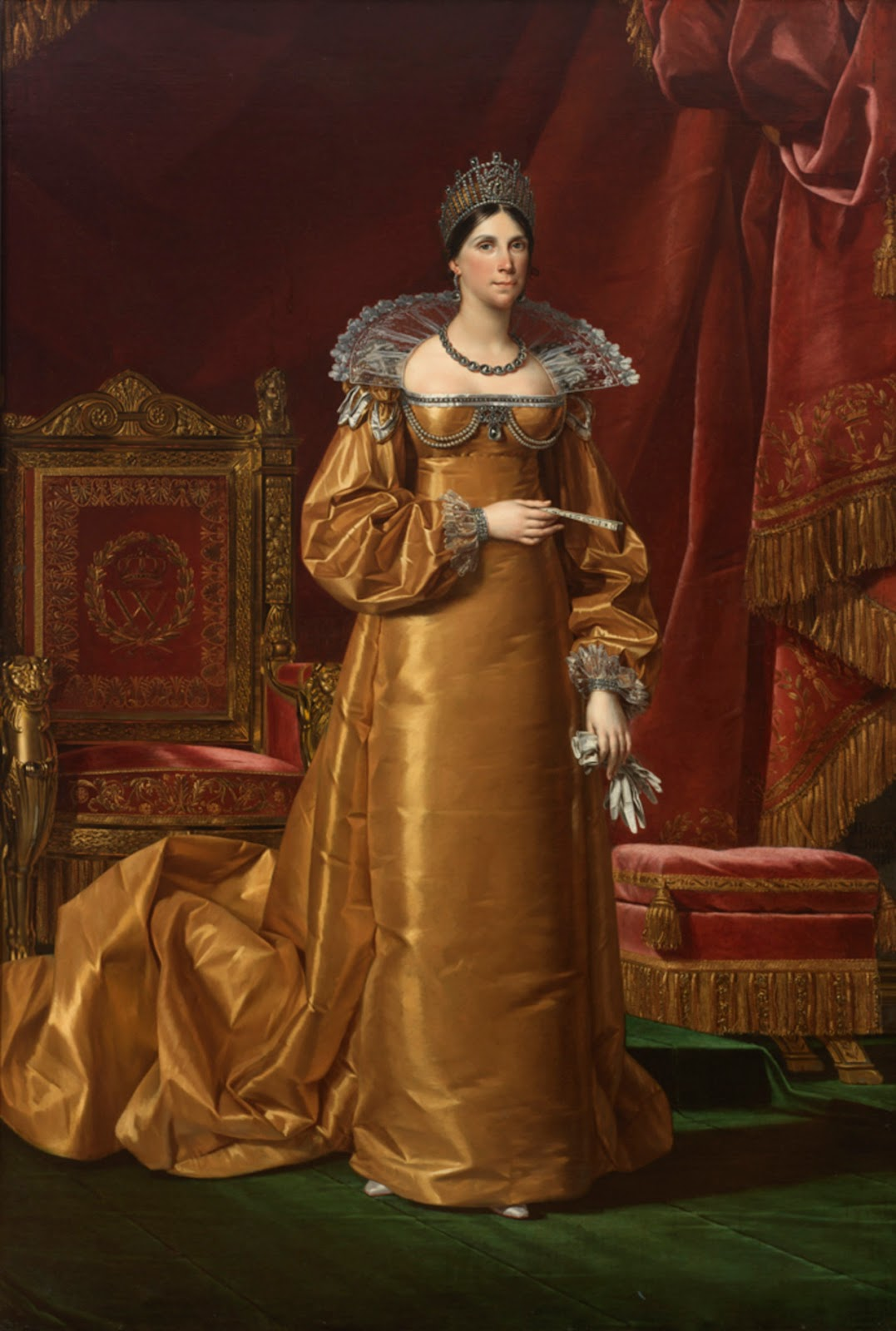
王妃ヴィルヘルミーネの肖像画  (1817)
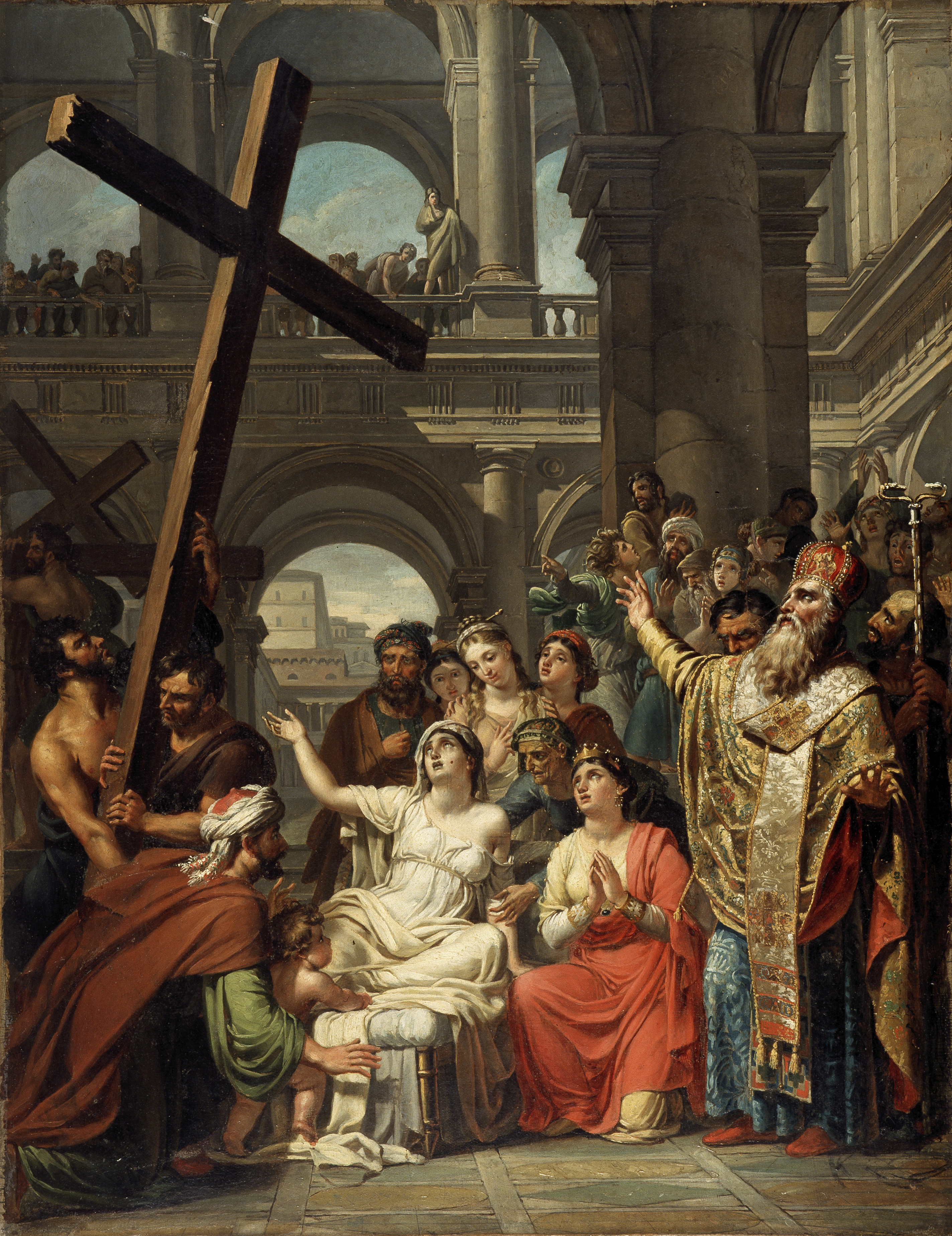
十字架の発見 (c.1808)
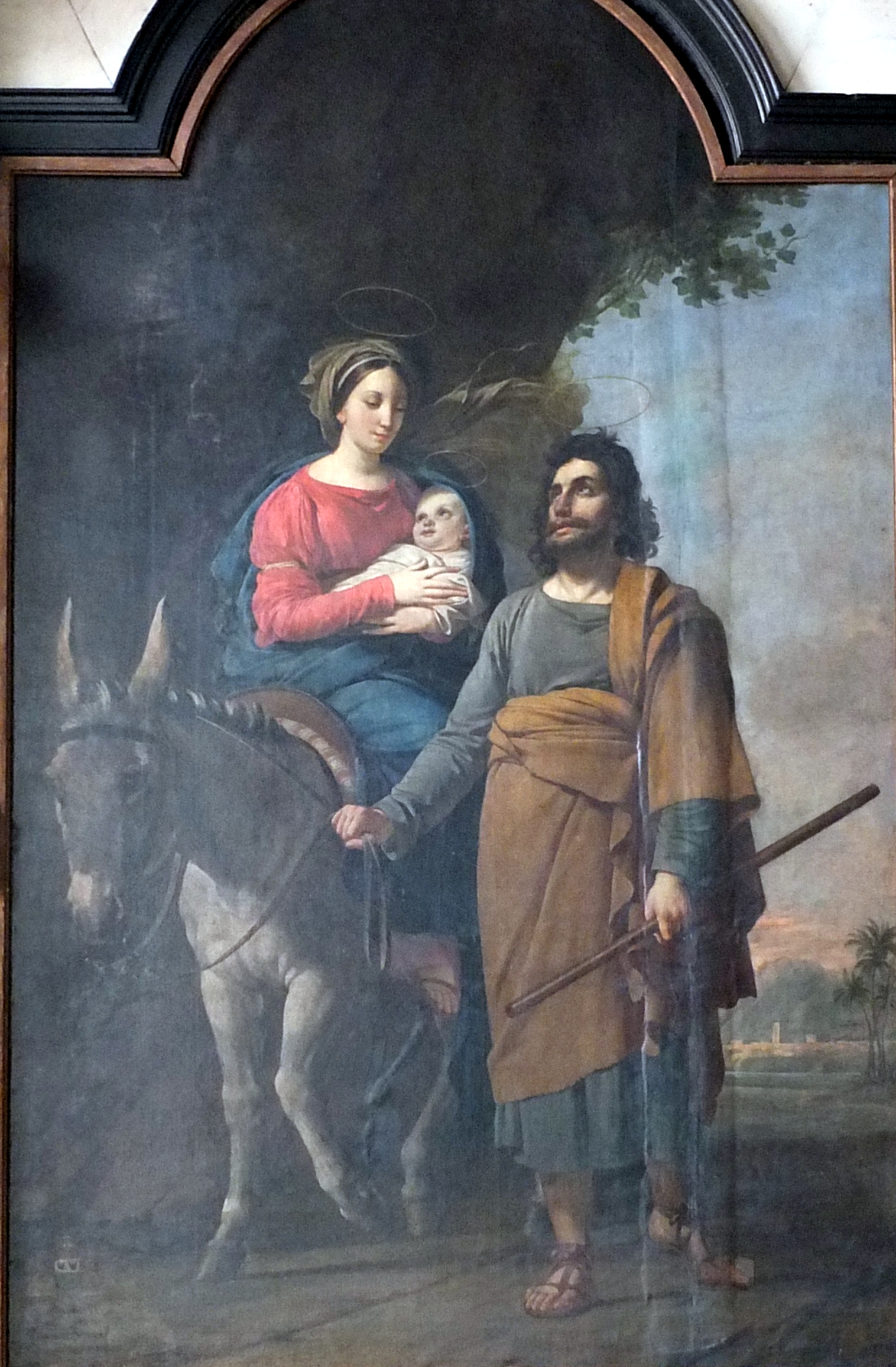
エジプトへの逃避